# Giải vô địch bóng đá thế giới 1954
Giải bóng đá vô địch thế giới 1954 (tên chính thức là 1954 Football World Cup - Switzerland / Championnat du Monde de Football 1954) là giải bóng đá vô địch thế giới lần thứ 5 và đã được tổ chức từ ngày 16 tháng 6 đến 4 tháng 7 năm 1954 tại Thụy Sĩ. Đây là lần thứ ba giải bóng đá vô địch thế giới được tổ chức tại châu Âu sau các năm 1934 tại Ý và 1938 tại Pháp.
Đây là lần đầu tiên giải được chiếu trên truyền hình. Tây Đức lần đầu tiên giành chức vô địch thế giới sau khi thắng Hungary 3–2 ở trận chung kết.

## Vòng loại
37 đội bóng tham dự vòng tuyển và được chia vào 13 nhóm để chọn ra 14 đội vào vòng chung kết cùng với nước chủ nhà Thụy Sĩ và đội đương kim vô địch thế giới Uruguay.

## Tóm tắt giải đấu

### Thể thức
Giải đấu năm 1954 áp dụng một thể thức khác biệt. 16 đội tuyển tham dự được chia thành bốn bảng 4 đội. Mỗi bảng gồm hai đội hạt giống và hai đội không hạt giống. Các trận đấu trong bảng chỉ giữa đội hạt giống và không hạt giống, vì vậy chỉ có 4 trận đấu mỗi bảng. Điều này khác với thể thức vòng tròn thông thường khi mỗi đội gặp tất cả các đội khác trong bảng, do vậy mỗi bảng có 6 trận đấu. Một điều khác biệt nữa là hiệp phụ, điều mà hầu hết các giải đấu khác không sử dụng ở vòng bảng. Nếu trận đấu hòa sau 90 phút thì tiếp tục chơi hiệp phụ và kết quả trận đấu được tính sau hai hiệp phụ.
Một trận thắng tính 2 điểm, một trận hòa 1 điểm. Hai đội đứng đầu bảng vào vòng loại trực tiếp. Nếu hai đội đầu bảng bằng điểm thì tổ chức bốc thăm xác định đội nhất bảng. Nếu đội thứ nhì và thứ ba bằng điểm thì họ phải đấu thêm một trận play-off để phân định đội lọt vào vòng sau.

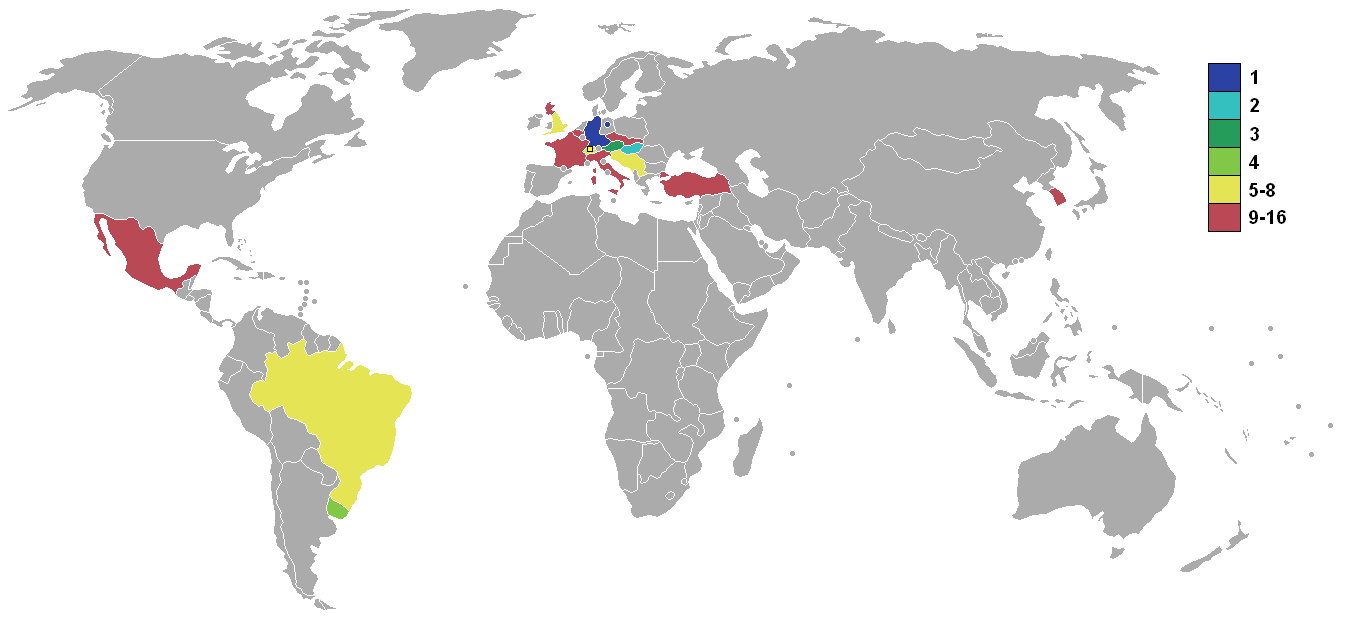
Các quốc gia tham dự vòng chung kết

Trên thực tế hai trong bốn bảng cần đến trận play-off và hai bảng còn lại phải bốc thăm chọn ra đội đầu bảng. Hai trận play-off giữa Thụy Sĩ với Ý và Thổ Nhĩ Kỳ với Tây Đức. Trong cả hai trận này đội không hạt giống (Thụy Sĩ và Tây Đức) đã lặp lại chiến thắng trước đội hạt giống (Ý và Thổ Nhĩ Kỳ) để đi tiếp. Trong hai bảng còn lại, Uruguay và Brasil lần lượt xếp đầu bảng, trên Áo và Nam Tư.
Thể thức lại tiếp tục khác biệt ở vòng loại trực tiếp, khi bốn đội đầu bảng chơi một nhánh và bốn đội nhì bảng chơi nhánh còn lại để xác định hai đội chơi trận chung kết. Ở các giải đấu sau này đội nhất bảng sẽ gặp đội nhì bảng khác ở vòng loại trực tiếp đầu tiên.
Nếu trận đấu vòng loại trực tiếp hòa sau 90 phút, hai đội chơi tiếp 30 phút hiệp phụ. Thời điểm này chưa có sút luân lưu. Vì vậy nếu tỉ số tiếp tục hòa, hai đội sẽ bốc thăm chọn ra đội thắng. Riêng trận chung kết nếu hòa sau hai hiệp phụ, sẽ có một trận tái đấu. Nếu trận tái đấu tiếp tục hòa sau hai hiệp phụ mới tổ chức bốc thăm. Thực tế trong giải đấu này, không có trận nào hòa sau hai hiệp phụ nên không cần bốc thăm hoặc tái đấu.

### Lựa chọn hạt giống
Trước khi vòng loại kết thúc, 8 đội hạt giống đã được FIFA lựa chọn dựa vào thứ hạng trên bảng xếp hạng thế giới. Đó là Anh, Áo, Brasil, Hungary, Pháp, Tây Ban Nha, Uruguay và Ý.
Việc xếp hạt giống sớm đã gặp vấn đề khi Thổ Nhĩ Kỳ bất ngờ loại Tây Ban Nha ra khỏi vòng chung kết. FIFA giải quyết trường hợp này bằng cách chọn luôn Thổ Nhĩ Kỳ làm hạt giống thế chỗ Tây Ban Nha.

### Các kết quả đáng chú ý
Tây Đức mới chỉ trở lại làm thành viên đầy đủ của FIFA từ năm 1950 và không được xếp làm hạt giống, đã thắng thuyết phục trận đầu tiên trước hạt giống Thổ Nhĩ Kỳ. Huấn luyện viên của Tây Đức là Sepp Herberger đã đánh cược khi chỉ cử đội hình dự bị để gặp đội hạt giống Hungary. Họ thua đậm trận đấu đó với tỉ số 3–8 và họ buộc phải đá trận play-off, gặp lại Thổ Nhĩ Kỳ. Tây Đức cũng thắng dễ trận này.
Đội trưởng của tuyển Hungary Ferenc Puskás, được phần đông mọi người cho là cầu thủ xuất sắc nhất thế giới ở thời điểm đó, đã bị hậu vệ Tây Đức Werner Liebrich gây chấn thương và phải vắng mặt ở hai trận tiếp theo của đội nhà. Puskás thi đấu trận chung kết dù chưa ở trạng thái sung sức nhất.
Ở tứ kết, ứng viên vô địch Hungary thắng Brasil 4–2 trong một trận đấu được coi là một trong những trận đấu bạo lực nhất lịch sử bóng đá, được đặt một cái tên tai tiếng là Trận chiến ở Berne. Đương kim vô địch Uruguay hạ Anh cũng với tỉ số 4–2. Tây Đức vượt qua Nam Tư 2–0 và Áo thắng chủ nhà Thụy Sĩ 7–5, trở thành trận đấu có nhiều bàn thắng nhất lịch sử World Cup.
Tại bán kết, Tây Đức thắng Áo 6–1. Ở trận bán kết còn lại, Hungary và Uruguay đã chơi một trận cầu hấp dẫn bậc nhất giải đấu. Hết hiệp một Hungary dẫn Uruguay 1–0. Trận đấu phải bước sang hiệp phụ khi tỉ số ở hai hiệp chính là 2–2. Sándor Kocsis phá vỡ thế bế tắc với hai bàn thắng muộn, đưa Hungary vào chung kết. Uruguay thua trận đấu đầu tiên ở vòng chung kết Cúp thế giới. Sau đó họ còn thất bại thêm lần nữa trước Áo ở trận tranh hạng ba.

## Địa điểm
| Bern                                      | Basel                                       | Lausanne                                     |
| ----------------------------------------- | ------------------------------------------- | -------------------------------------------- |
| Sân vận động Wankdorf                     | Sân vận động St. Jakob                      | Sân vận động Olympique de la Pontaise        |
| 46°57′46″B 7°27′54″Đ / 46,96278°B 7,465°Đ | 47°32′29″B 7°37′12″Đ / 47,54139°B 7,62°Đ    | 46°32′0″B 006°37′27″Đ / 46,53333°B 6,62417°Đ |
| Sức chứa: 64.600                          | Sức chứa: 54.800                            | Sức chứa: 50.300                             |
|                                           |                                             |                                              |
| GenèveBaselBernZürichLausanneLugano       |                                             |                                              |
| Genève                                    | Lugano                                      | Zürich                                       |
| Sân vận động Charmilles                   | Sân vận động Cornaredo                      | Sân vận động Hardturm                        |
| 46°12′33″B 6°07′06″Đ / 46,2091°B 6,1182°Đ | 46°01′25″B 8°57′42″Đ / 46,02361°B 8,96167°Đ | 47°23′35″B 8°30′17″Đ / 47,39306°B 8,50472°Đ  |
| Sức chứa: 35.997                          | Sức chứa: 35.800                            | Sức chứa: 34.800                             |
|                                           |                                             |                                              |

## Trọng tài
- Raymon Wyssling
- Benjamin Griffiths
- Charlie Faultless
- Manuel Asensi
- Jose da Costa Vieira
- Raymond Vincenti
- William Ling
- Esteban Marino
- Arthur Edward Ellis
- Laurent Franken
- Vincenzo Orlandini
- Vasa Stefanovic
- Mario Vianna
- Emil Schmetzer
- Carl Erich Steiner
- István Zsolt

## Phân nhóm
| Nhóm 1 | Nhóm 2                        | Nhóm 3                              | Nhóm 4                              |
| --- | ----------------------------- | ----------------------------------- | ----------------------------------- |
| - Thụy Sĩ (chủ nhà) - Uruguay (đương kim vô địch) - Brasil (á quân World Cup 1950) - Hungary (Huy chương vàng Thế vận hội Mùa hè 1952) | - Áo - Anh - Tây Đức - Nam Tư | - Pháp - Ý - Tiệp Khắc - Thổ Nhĩ Kỳ | - Bỉ - México - Hàn Quốc - Scotland |

## Vòng bảng

### Bảng 1
| VT | Đội    | ST | T | H | B | BT | BB | HS | Đ | Giành quyền tham dự     |
| -- | ------ | -- | - | - | - | -- | -- | -- | - | ----------------------- |
| 1  | Brasil | 2  | 1 | 1 | 0 | 6  | 1  | +5 | 3 | Vòng đấu loại trực tiếp |
| 2  | Nam Tư | 2  | 1 | 1 | 0 | 2  | 1  | +1 | 3 | Vòng đấu loại trực tiếp |
| 3  | Pháp   | 2  | 1 | 0 | 1 | 3  | 3  | 0  | 2 |                         |
| 4  | México | 2  | 0 | 0 | 2 | 2  | 8  | −6 | 0 |                         |

| Brasil                                                 | 5–0      | México |
| ------------------------------------------------------ | -------- | ------ |
| Baltazar 23' · Didi 30' · Pinga 34', 43' · Julinho 69' | Chi tiết |        |

| Nam Tư          | 1–0      | Pháp |
| --------------- | -------- | ---- |
| Milutinović 15' | Chi tiết |      |

| Brasil   | 1–1 (s.h.p.) | Nam Tư    |
| -------- | ------------ | --------- |
| Didi 69' | Chi tiết     | Zebec 48' |

| Pháp                                                      | 3–2      | México                      |
| --------------------------------------------------------- | -------- | --------------------------- |
| Jean Vincent 19' · Cárdenas 49' (l.n.) · Kopa 88' (ph.đ.) | Chi tiết | Lamadrid 54' · Balcázar 85' |

### Bảng 2
| VT | Đội        | ST | T | H | B | BT | BB | HS  | Đ | Giành quyền tham dự     |
| -- | ---------- | -- | - | - | - | -- | -- | --- | - | ----------------------- |
| 1  | Hungary    | 2  | 2 | 0 | 0 | 17 | 3  | +14 | 4 | Vòng đấu loại trực tiếp |
| 2  | Tây Đức    | 2  | 1 | 0 | 1 | 7  | 9  | −2  | 2 | Vòng đấu loại trực tiếp |
| 3  | Thổ Nhĩ Kỳ | 2  | 1 | 0 | 1 | 8  | 4  | +4  | 2 |                         |
| 4  | Hàn Quốc   | 2  | 0 | 0 | 2 | 0  | 16 | −16 | 0 |                         |

1. 1 2  Kết quả trận play-off: Tây Đức 7–2 Thổ Nhĩ Kỳ.

| Tây Đức                                               | 4–1      | Thổ Nhĩ Kỳ |
| ----------------------------------------------------- | -------- | ---------- |
| Schäfer 14' · Klodt 52' · O. Walter 60' · Morlock 84' | Chi tiết | Suat 2'    |

| Hungary                                                                             | 9–0      | Hàn Quốc |
| ----------------------------------------------------------------------------------- | -------- | -------- |
| Puskás 12', 89' · Lantos 18' · Kocsis 24', 36', 50' · Czibor 59' · Palotás 75', 83' | Chi tiết |          |

| Hungary                                                                  | 8–3      | Tây Đức                             |
| ------------------------------------------------------------------------ | -------- | ----------------------------------- |
| Kocsis 3', 21', 69', 78' · Puskás 17' · Hidegkuti 52', 54' · J. Tóth 75' | Chi tiết | Pfaff 25' · Rahn 77' · Herrmann 84' |

| Thổ Nhĩ Kỳ                                                   | 7–0      | Hàn Quốc |
| ------------------------------------------------------------ | -------- | -------- |
| Suat 10', 30' · Lefter 24' · Burhan 37', 64', 70' · Erol 76' | Chi tiết |          |

#### Play-off
| Tây Đức                                                                 | 7–2      | Thổ Nhĩ Kỳ               |
| ----------------------------------------------------------------------- | -------- | ------------------------ |
| O. Walter 7' · Schäfer 12', 79' · Morlock 30', 60', 77' · F. Walter 62' | Chi tiết | Mustafa 21' · Lefter 82' |

### Bảng 3
| VT | Đội       | ST | T | H | B | BT | BB | HS | Đ | Giành quyền tham dự     |
| -- | --------- | -- | - | - | - | -- | -- | -- | - | ----------------------- |
| 1  | Uruguay   | 2  | 2 | 0 | 0 | 9  | 0  | +9 | 4 | Vòng đấu loại trực tiếp |
| 2  | Áo        | 2  | 2 | 0 | 0 | 6  | 0  | +6 | 4 | Vòng đấu loại trực tiếp |
| 3  | Tiệp Khắc | 2  | 0 | 0 | 2 | 0  | 7  | −7 | 0 |                         |
| 4  | Scotland  | 2  | 0 | 0 | 2 | 0  | 8  | −8 | 0 |                         |

| Uruguay                     | 2–0      | Tiệp Khắc |
| --------------------------- | -------- | --------- |
| Míguez 72' · Schiaffino 81' | Chi tiết |           |

| Áo         | 1–0      | Scotland |
| ---------- | -------- | -------- |
| Probst 33' | Chi tiết |          |

| Uruguay                                                   | 7–0      | Scotland |
| --------------------------------------------------------- | -------- | -------- |
| Borges 17', 47', 57' · Míguez 30', 83' · Abbadie 54', 85' | Chi tiết |          |

| Áo                                      | 5–0      | Tiệp Khắc |
| --------------------------------------- | -------- | --------- |
| Stojaspal 3', 70' · Probst 4', 21', 24' | Chi tiết |           |

### Bảng 4
| VT | Đội     | ST | T | H | B | BT | BB | HS | Đ | Giành quyền tham dự     |
| -- | ------- | -- | - | - | - | -- | -- | -- | - | ----------------------- |
| 1  | Anh     | 2  | 1 | 1 | 0 | 6  | 4  | +2 | 3 | Vòng đấu loại trực tiếp |
| 2  | Thụy Sĩ | 2  | 1 | 0 | 1 | 2  | 3  | −1 | 2 | Vòng đấu loại trực tiếp |
| 3  | Ý       | 2  | 1 | 0 | 1 | 5  | 3  | +2 | 2 |                         |
| 4  | Bỉ      | 2  | 0 | 1 | 1 | 5  | 8  | −3 | 1 |                         |

1. 1 2  Kết quả trận play-off: Thụy Sĩ 4–1 Ý

| Thụy Sĩ                 | 2–1      | Ý             |
| ----------------------- | -------- | ------------- |
| Ballaman 18' · Hügi 78' | Chi tiết | Boniperti 44' |

| Anh                                   | 4–4 (s.h.p.) | Bỉ                                                 |
| ------------------------------------- | ------------ | -------------------------------------------------- |
| Broadis 26', 63' · Lofthouse 36', 91' | Chi tiết     | Anoul 5', 71' · Coppens 67' · Dickinson 94' (l.n.) |

| Ý                                                               | 4–1      | Bỉ        |
| --------------------------------------------------------------- | -------- | --------- |
| Pandolfini 41' (ph.đ.) · Galli 48' · Frignani 58' · Lorenzi 78' | Chi tiết | Anoul 81' |

| Anh                      | 2–0      | Thụy Sĩ |
| ------------------------ | -------- | ------- |
| Mullen 43' · Wilshaw 69' | Chi tiết |         |

#### Play-off
| Thụy Sĩ                                   | 4–1      | Ý         |
| ----------------------------------------- | -------- | --------- |
| Hügi 14', 85' · Ballaman 48' · Fatton 90' | Chi tiết | Nesti 67' |

## Vòng đấu loại trực tiếp
|  | Tứ kết                | Tứ kết                |                    |   | Bán kết       | Bán kết            |                    |  | Chung kết | Chung kết |
|  |                       |                       |                    |   |               |                    |                    |  |           |           |
|  | 27 tháng 6 – Geneva   |                       |                    |   |               |                    |                    |  |           |           |
|  |                       |                       |                    |   |               |                    |                    |  |           |           |
|  | Tây Đức               | 2                     |                    |   |               |                    |                    |  |           |           |
|  | Tây Đức               | 2                     | 30 tháng 6 – Basel |   |               |                    |                    |  |           |           |
|  | Nam Tư                | 0                     |                    |   |               |                    |                    |  |           |           |
|  | Nam Tư                | 0                     | Tây Đức            | 6 |               |                    |                    |  |           |           |
|  | 26 tháng 6 – Lausanne |                       | Tây Đức            | 6 |               |                    |                    |  |           |           |
|  |                       |                       | Áo                 | 1 |               |                    |                    |  |           |           |
|  | Áo                    | 7                     | Áo                 | 1 |               |                    |                    |  |           |           |
|  | Áo                    | 7                     | 4 tháng 7 – Bern   |   |               |                    |                    |  |           |           |
|  | Thụy Sĩ               | 5                     |                    |   |               |                    |                    |  |           |           |
|  | Thụy Sĩ               | 5                     | Tây Đức            | 3 |               |                    |                    |  |           |           |
|  | 27 tháng 6 – Bern     |                       | Tây Đức            | 3 |               |                    |                    |  |           |           |
|  |                       | Hungary               | 2                  |   |               |                    |                    |  |           |           |
|  | Hungary               | Hungary               | 2                  | 4 |               |                    |                    |  |           |           |
|  | Hungary               | 30 tháng 6 – Lausanne |                    | 4 |               |                    |                    |  |           |           |
|  | Brasil                | 2                     |                    |   |               |                    |                    |  |           |           |
|  | Brasil                | 2                     | Hungary (h.p.)     | 4 | Tranh hạng ba | Tranh hạng ba      |                    |  |           |           |
|  | 26 tháng 6 – Basel    |                       | Hungary (h.p.)     | 4 | Tranh hạng ba | Tranh hạng ba      |                    |  |           |           |
|  |                       |                       | Uruguay            | 2 |               | 3 tháng 7 – Zürich | 3 tháng 7 – Zürich |  |           |           |
|  | Uruguay               | 4                     | Uruguay            | 2 |               | 3 tháng 7 – Zürich | 3 tháng 7 – Zürich |  |           |           |
|  | Uruguay               | 4                     |                    |   | Áo            | 3                  |                    |  |           |           |
|  | Anh                   | 2                     |                    |   | Áo            | 3                  |                    |  |           |           |
|  | Anh                   | 2                     | Uruguay            | 1 |               |                    |                    |  |           |           |
|  |                       |                       |                    | 1 |               |                    |                    |  |           |           |

### Tứ kết
| Áo                                                                  | 7–5      | Thụy Sĩ             |
| ------------------------------------------------------------------- | -------- | ------------------- |
| Wagner 25', 27', 53' · R. Körner 26', 34' · Ocwirk 32' · Probst 76' | Chi tiết | Ballaman 16', 39' · |

| Uruguay                                               | 4–2      | Anh                        |
| ----------------------------------------------------- | -------- | -------------------------- |
| Borges 5' · Varela 39' · Schiaffino 46' · Ambrois 78' | Chi tiết | Lofthouse 16' · Finney 67' |

| Tây Đức                     | 2–0      | Nam Tư |
| --------------------------- | -------- | ------ |
| Horvat 9' (l.n.) · Rahn 85' | Chi tiết |        |

| Hungary                                            | 4–2      | Brasil                                  |
| -------------------------------------------------- | -------- | --------------------------------------- |
| Hidegkuti 4' · Kocsis 7', 88' · Lantos 60' (ph.đ.) | Chi tiết | Djalma Santos 18' (ph.đ.) · Julinho 65' |

### Bán kết
| Tây Đức                                                                             | 6–1      | Áo         |
| ----------------------------------------------------------------------------------- | -------- | ---------- |
| Schäfer 31' · Morlock 47' · F. Walter 54' (ph.đ.), 64' (ph.đ.) · O. Walter 61', 89' | Chi tiết | Probst 51' |

| Hungary                                        | 4–2 (s.h.p.) | Uruguay          |
| ---------------------------------------------- | ------------ | ---------------- |
| Czibor 13' · Hidegkuti 46' · Kocsis 111', 116' | Chi tiết     | Hohberg 75', 86' |

## Tranh hạng ba
| Áo                                                   | 3–1      | Uruguay     |
| ---------------------------------------------------- | -------- | ----------- |
| Stojaspal 16' (ph.đ.) · Cruz 59' (l.n.) · Ocwirk 89' | Chi tiết | Hohberg 22' |

## Chung kết
| Tây Đức                     | 3–2      | Hungary               |
| --------------------------- | -------- | --------------------- |
| Morlock 10' · Rahn 18', 84' | Chi tiết | Puskás 6' · Czibor 8' |

## Vô địch
| Vô địch World Cup 1954 Tây Đức Lần đầu |

## Danh sách cầu thủ ghi bàn
- Wagner (18)
- Sándor Kocsis (11)

6 bàn
- Erich Probst
- Josef Hügi
- Max Morlock

4 bàn
| - Nándor Hidegkuti - Ferenc Puskás - Robert Ballaman | - Carlos Borges - Helmut Rahn - Hans Schäfer | - Ottmar Walter |

3 bàn
| - Ernst Stojaspal - Léopold Anoul - Nat Lofthouse | - Zoltán Czibor - Burhan Sargun - Suat Mamat | - Juan Hohberg - Óscar Míguez - Fritz Walter |

2 bàn
| - Robert Körner - Ernst Ocwirk - Didi - Julinho | - Pinga - Ivor Broadis - Mihály Lantos - Péter Palotás | - Lefter Küçükandonyadis - Julio Abbadie - Juan Alberto Schiaffino |

1 bàn
| - Henri Coppens - Baltazar - Djalma Santos - Tom Finney - Jimmy Mullen - Dennis Wilshaw - Raymond Kopa - Jean Vincent - József Tóth - Giampiero Boniperti | - Amleto Frignani - Carlo Galli - Benito Lorenzi - Fulvio Nesti - Egisto Pandolfini - Tomás Balcázar - José Luis Lamadrid - Jacques Fatton | - Mustafa Ertan - Erol Keskin - Javier Ambrois - Obdulio Varela - Richard Herrmann - Bernhard Klodt - Alfred Pfaff - Miloš Milutinović - Branko Zebec |

phản lưới nhà
- Jimmy Dickinson (trong trận gặp  Bỉ)
- Raúl Cárdenas (trong trận gặp  Pháp)
- Luis Cruz (trong trận gặp  Áo)
- Ivica Horvat (trong trận gặp  Tây Đức)

## Bảng xếp hạng giải đấu
| Hạng                | Đội        | Bg | Tr | T | H | B | BT | BB | HS  | Đ  |
| ------------------- | ---------- | -- | -- | - | - | - | -- | -- | --- | -- |
| 1                   | Tây Đức    | 2  | 6  | 5 | 0 | 1 | 25 | 14 | +11 | 10 |
| 2                   | Hungary    | 2  | 5  | 4 | 0 | 1 | 27 | 10 | +17 | 8  |
| 3                   | Áo         | 3  | 5  | 4 | 0 | 1 | 17 | 12 | +5  | 8  |
| 4                   | Uruguay    | 3  | 5  | 3 | 0 | 2 | 16 | 9  | +7  | 6  |
| Bị loại ở tứ kết    |            |    |    |   |   |   |    |    |     |    |
| 5                   | Thụy Sĩ    | 4  | 4  | 2 | 0 | 2 | 11 | 11 | 0   | 4  |
| 6                   | Brasil     | 1  | 3  | 1 | 1 | 1 | 8  | 5  | +3  | 3  |
| 7                   | Anh        | 4  | 3  | 1 | 1 | 1 | 8  | 8  | 0   | 3  |
| 8                   | Nam Tư     | 1  | 3  | 1 | 1 | 1 | 2  | 3  | −1  | 3  |
| Bị loại ở vòng bảng |            |    |    |   |   |   |    |    |     |    |
| 9                   | Pháp       | 1  | 2  | 1 | 0 | 1 | 3  | 3  | 0   | 2  |
| 10                  | Thổ Nhĩ Kỳ | 2  | 3  | 1 | 0 | 2 | 10 | 11 | −1  | 2  |
| 11                  | Ý          | 4  | 3  | 1 | 0 | 2 | 6  | 7  | −1  | 2  |
| 12                  | Bỉ         | 4  | 2  | 0 | 1 | 1 | 5  | 8  | −3  | 1  |
| 13                  | México     | 1  | 2  | 0 | 0 | 2 | 2  | 8  | −6  | 0  |
| 14                  | Tiệp Khắc  | 3  | 2  | 0 | 0 | 2 | 0  | 7  | −7  | 0  |
| 15                  | Scotland   | 3  | 2  | 0 | 0 | 2 | 0  | 8  | −8  | 0  |
| 16                  | Hàn Quốc   | 2  | 2  | 0 | 0 | 2 | 0  | 16 | −16 | 0  |